# Ceriana (cognome)
Ceriana è un cognome di lingua italiana.

## Varianti
Il cognome non presenta varianti.

## Origine e diffusione
Il cognome è tipicamente ligure.
Potrebbe derivare dal toponimo Ceriana.

## Persone
- Carlo Ceriana-Mayneri – generale italiano
- Lodovico Ceriana Mayneri – diplomatico, agricoltore e politico italiano
- Michele Ceriana Mayneri – politico e calciatore italiano
- Vittoria Ceriana Mayneri – cestista italiana